# デ・レイケ公園
デ・レイケ公園（デ・レイケこうえん）は、徳島県美馬市にある公園。にし阿波お勧めビューポイント100選に選定。

## 概要
2009年（平成21年）4月15日に完成。
美馬市脇町の中心部に位置する大谷川には、かつて明治政府の御雇い治水技師であったオランダ人のヨハネス・デ・レーケの指導を受け作られた土砂流出を防ぐ弓状の石垣堰堤、大谷川堰堤（デ・レイケ堰堤）がある。 
この大谷川堰堤は1886年から2年間かけて築造された砂防堰堤であり、全長97m・高さ3.8mで、表面は石張りとなっている。国内に存在するデ・レーケの堰堤の中でも最大級であり、保存状態も良い。2002年（平成14年）には国の登録有形文化財に登録されている。 
春には1万本以上のチューリップが咲き誇り、「チューリップまつり」では、各種イベントやパラソルショップなどで賑わう。

## 交通
- 徳島自動車道「脇町インターチェンジ」より車で約8分。